# 拉法利夫卡

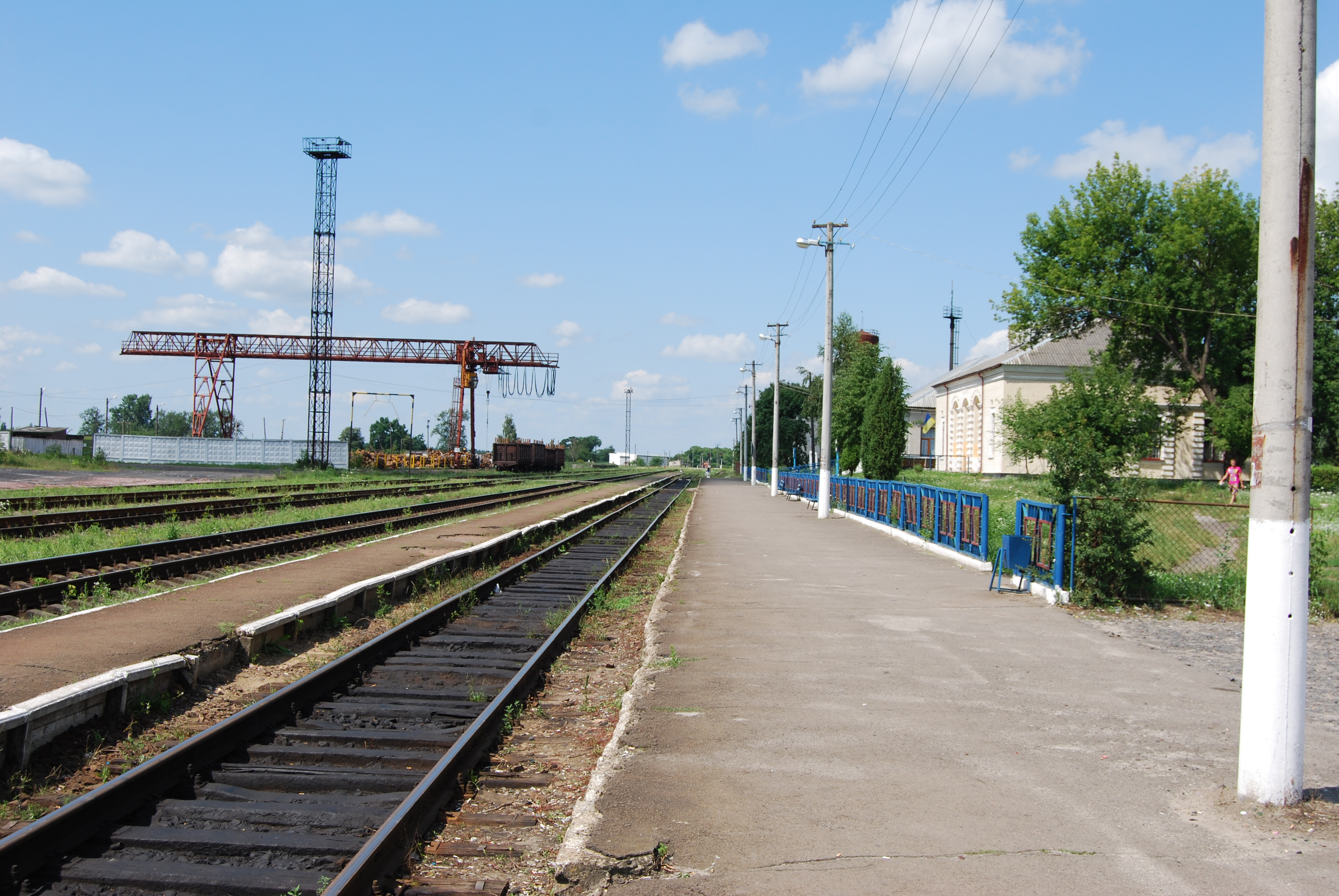
火车站

拉法利夫卡，是烏克蘭西北部羅夫諾州瓦拉什区拉法利夫卡市镇内的市級鎮及其行政中心。距離弗拉基米列茨22公里，始建於1902年，面積12.26平方公里，人口3,400，人口密度每平方公里272.51人。